# Timanhøjene
Timan eller Timanhøjene (russisk: Тиманский кряж, tr. Timanskij krjazj) er et højdedrag længst mod nord i Europæiske Rusland. Størstedelen af Timanhøjene ligger i Republikken Komi, mens den allernordligste del ligger i Nenetskij autonome okrug og Arkhangelsk oblast. Højeste punkt i Timan er Tjetlasskij klippen på 471 m.o.h..
Timanhøjene, som ligger vest for de nordlige Uralbjerge, er en del af den Østeuropæiske Slette, der ligger vest for floden Petjora og deler det Nordrussiske Lavland i en vestlig og en østlig del. Timan ender ved Barentshavet i nord. 
Timanhøjene, der ligger i Taiga- og Tundrabælterne, kendetegnes af et bakket og bjergrigt landskab, der er blevet slebet og formet af ismasserne under istiderne. Flere floder har deres kilder i Timanhøjene. De vigtigste er Petjoras bifloder Izjma, Mesen og Vytjegda, der er en biflod til Nordlige Dvina.
Den største by i det ellers tyndt befolkede Timan er Ukhta, der blev grundlagt i 1930'erne for at åbne Timan for udvinding af råstoffer. I Timan-området findes mange forskellige mineralforekomster − blandt andet gas, olie, bauxit og mineraler indeholdende titan.